# Мейбъл Колинс
Мейбъл Колинс (на английски: Mabel Collins) е британска писателка и теософ, автор на над 46 книги. Известна с книгата си „Светлина върху пътя“ („Light on the path“).

## Книги
- Light on the Path (1885)
Светлина върху пътя : Отломък из Книгата на златните правила, изд. „Теософ“ (1916), прев. Иван Грозев
Светлина върху пътя, изд. „Хелиопол“ (1991), прев. Иван Грозев
- The Prettiest Woman in Warsaw (1885)
- Through the Gates of Gold (1887)
- The Blossom and the Fruit (1887)
- The Idyll of the White Lotus (1890)
- Morial the Mahatma (1892)
- Suggestion (1892)
- Juliet’s Lovers (1893)
- The Story of the Year (1895)
- The Star Sapphire (1896)
- A Cry From Afar (1905)
- Loves Chaplet (1905)
- Fragments of Thought and Life (1908)
- Outlawed (1909) – с Алис Чепин
- When the Sun Moves Northward (1912)
- The Transparent Jewel (1913)
- The Story of Sensa (1913)
- As the Flower Grows (1915)